# Da-tong Yang
Da-tong Yang (en chino 杨大同) (1937) es un herpetólogo chino.

## Algunas publicaciones
- Yang, Datong. 杨大同. 1991. Hylogenetic systematics of the Amolops group of ranid frogs of Southeastern Asia and the Greater Sunda Islands. Chicago, Ill. :Field Museum of Natural History.

## Algunos taxones descritos
- Amolops bellulus
- Amolops jinjiangensis
- Amolops nepalicus
- Amolops tuberodepressus
- Brachytarsophrys platyparietus
- Bufo aspinius
- Huia sumatrana
- Ingerana liui
- Kalophrynus menglienicus
- Leptobrachium ailaonicum
- Oreolalax jingdongensis
- Philautus longchuanensis
- Polypedates spinus
- Rana bannanica
- Rana tiannanensis
- Scutiger gongshanensis
- Xenophrys daweimontis

## Abreviatura (zoología)
La abreviatura Yang  se emplea para indicar a Da-tong Yang como autoridad en la descripción y taxonomía en zoología.